# Gagea chlorantha
Gagea chlorantha är en liljeväxtart som först beskrevs av Friedrich August Marschall von Bieberstein, och fick sitt nu gällande namn av Schult. och Julius Hermann Schultes. Gagea chlorantha ingår i Vårlökssläktet och i familjen liljeväxter. Inga underarter finns listade.